# Benetton B195
Chronologie des modèles (1995)
Benetton B194 Benetton B196
La Benetton B195 est la monoplace de Formule 1 engagée par l'écurie Benetton lors de la saison 1995 de Formule 1. Elle est pilotée par l'Allemand Michael Schumacher et l'Anglais Johnny Herbert. Le Français Emmanuel Collard est nommé pilote d'essais.

## Historique
Après le premier titre de l'écurie et du prodige allemand Michael Schumacher, en 1994, dans des conditions difficiles (disparition d'Ayrton Senna, accusations de fraude…) tous les regards se portent vers eux pour la confirmation. Premier changement, le moteur qui propulsera la monoplace de l'écurie britannique n'est plus un bloc Cosworth mais un V10 Renault. Ensuite le lieutenant de Schumacher n'est plus le Néerlandais Jos Verstappen, remplacé par Johnny Herbert. La B195 a été conçue par le duo fétiche de Benetton : Ross Brawn et Rory Byrne, et est équipée de pneus Goodyear.
Dès l'entame de la saison, Schumacher ouvre son compteur de victoires, après être parti de la deuxième position sur la grille, derrière la Williams de Damon Hill. Son meilleur ennemi sera donc encore en lice pour le titre, et le prouve en remportant les deux courses suivantes. Riposte de Schumacher, qui s'adjuge les deux courses suivant le doublé du Britannique.
Au Canada, l'Allemand doit renoncer à la victoire sur un problème mécanique (boite de vitesses bloquée sur le cinquième rapport), offrant la première victoire de sa carrière, le jour de ses trente et un ans à Jean Alesi, sur Ferrari. Schumacher s'imposera encore en France, en Allemagne et en Belgique. 
Herbert quant à lui s'est imposé en Grande-Bretagne et en Italie, suppléant parfaitement son leader. La fin de saison est triomphale pour Schumacher, assuré du titre deux courses avant terme, puisqu'il signe quatre podiums en cinq grands prix, dont trois victoires, portant son total cette saison à neuf succès, record de Nigel Mansell égalé.
Benetton est également sacré, avec une belle marge, pour la dernière saison de la "dream team" (Schumacher, Brawn, Byrne) au sein de l'écurie anglaise, puisque Schumacher rejoindra la Scuderia Ferrari en fin d'année, et que Brawn et Byrne l'imiteront un an plus tard.

## Résultats en championnat du monde de Formule 1

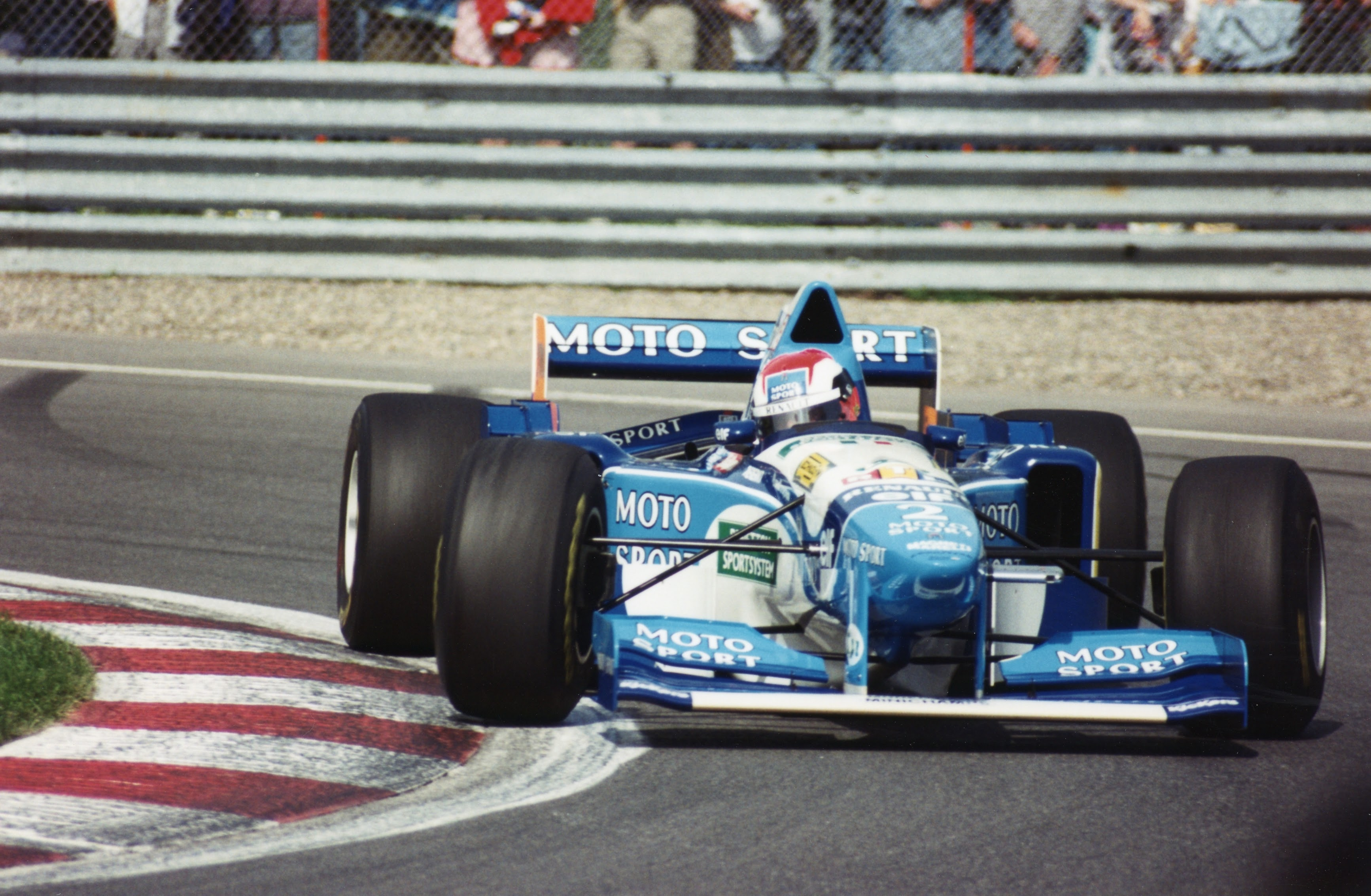
Johnny Herbert au volant de la Benetton B195, au Grand Prix du Canada.

| Saison | Écurie                      | Moteur          | Pneus    | Pilotes            | Courses | Courses | Courses | Courses | Courses | Courses | Courses | Courses | Courses | Courses | Courses | Courses | Courses | Courses | Courses | Courses | Courses | Points inscrits | Classement |
| Saison | Écurie                      | Moteur          | Pneus    | Pilotes            | 1       | 2       | 3       | 4       | 5       | 6       | 7       | 8       | 9       | 10      | 11      | 12      | 13      | 14      | 15      | 16      | 17      | Points inscrits | Classement |
| ------ | --------------------------- | --------------- | -------- | ------------------ | ------- | ------- | ------- | ------- | ------- | ------- | ------- | ------- | ------- | ------- | ------- | ------- | ------- | ------- | ------- | ------- | ------- | --------------- | ---------- |
| 1995   | Mild Seven Benetton Renault | Renault RS7 V10 | Goodyear |                    | BRÉ     | ARG     | SMR     | ESP     | MON     | CAN     | FRA     | GBR     | ALL     | HON     | BEL     | ITA     | POR     | EUR     | PAC     | JAP     | AUS     | 137             | Champion   |
| 1995   | Mild Seven Benetton Renault | Renault RS7 V10 | Goodyear | Michael Schumacher | 1er     | 3e      | Abd     | 1er     | 1er     | 5e      | 1er     | Abd     | 1er     | 11e     | 1er     | Abd     | 2e      | 1er     | 1er     | 1er     | Abd     | 137             | Champion   |
| 1995   | Mild Seven Benetton Renault | Renault RS7 V10 | Goodyear | Johnny Herbert     | Abd     | 4e      | 7e      | 2e      | 4e      | Abd     | Abd     | 1er     | 4e      | 4e      | 7e      | 1er     | 7e      | 5e      | 6e      | 3e      | Abd     | 137             | Champion   |

Légende : ici 